# Hundskopf (Schweisel)
Ne doit pas être confondu avec l'autre Hundskopf situé plus au sud près du Markstein.
Le Hundskopf  est un sommet du massif des Vosges culminant à 1 235 mètres d'altitude, proche du Schweisel.